# Paesi in via di sviluppo senza sbocco sul mare

Mappa degli attuali paesi in via di sviluppo senza sbocco sul mare

I Paesi in via di sviluppo senza sbocco sul mare (Landlocked developing countries, LLDC) sono paesi in via di sviluppo che non hanno accesso diretto al mare.
Gli svantaggi economici e di altro tipo sperimentati dai paesi senza sbocco sul mare corrispondono per la maggior parte ai paesi meno sviluppati, con i relativi abitanti che occupano l'ultimo miliardo della popolazione mondiale in termini di povertà.
Europa a parte, non esiste un solo paese senza sbocco sul mare tra quelli sviluppati, come misurato dall'indice di sviluppo umano (HDI), e dei dodici paesi con i punteggi più bassi, nove sono senza sbocco sul mare. I paesi europei senza sbocco sul mare fanno eccezione a causa della loro stretta integrazione con il mercato europeo.
I paesi senza sbocco sul mare che fanno affidamento sul commercio transoceanico di solito sostengono costi commerciali doppi rispetto ai costi dei loro vicini costieri.
I paesi senza sbocco sul mare registrano una crescita economica inferiore del 6% rispetto ai paesi costieri.

## Alto rappresentante ONU
L'Assemblea generale delle Nazioni Unite nel 2001 ha approvato l'istituzione dell'Ufficio dell'Alto rappresentante delle Nazioni Unite per i paesi meno sviluppati, i paesi in via di sviluppo senza sbocco sul mare e i piccoli stati insulari in via di sviluppo.
L'Ufficio ritiene, principalmente, che gli elevati costi di trasporto dovuti alla distanza e alle condizioni del terreno determinino l'erosione del vantaggio competitivo per le esportazioni dai paesi senza sbocco sul mare.
Inoltre, riconosce che i vincoli sui paesi senza sbocco sul mare sono principalmente fisici, tra cui la mancanza di accesso diretto al mare, l'isolamento dai mercati mondiali e gli elevati costi di transito dovuti alla distanza fisica.
Attribuisce anche la lontananza geografica come uno dei motivi più significativi per cui le nazioni in via di sviluppo senza sbocco sul mare non possono alleviare da sole, mentre i paesi europei senza sbocco sul mare sono avvantaggiati a causa delle brevi distanze dal mare attraverso paesi più sviluppati.
Un altro fattore comunemente citato sono gli oneri amministrativi associati ai valichi di frontiera in quanto vi è un pesante carico di procedure burocratiche, documenti, oneri doganali e, soprattutto, il ritardo del traffico dovuto ai tempi di attesa alla frontiera, che influiscono sul rispetto dei contratti.
Ritardi e inefficienza possono essere influenzati da motivi geografici: un'attesa di 2 o 3 settimane a causa della dogana di confine tra Uganda e Kenya rende impossibile prenotare in anticipo le navi a Mombasa, aumentando i ritardi nei tempi di consegna.

## Problemi di dipendenza
Faye, Sachs e Snow sostengono che, indipendentemente dal progredire delle infrastrutture o dalla vicinanza geografica da un porto, i paesi senza sbocco sul mare dipendono tuttora dai paesi costieri vicini.
Al di fuori di questa specifica relazione di dipendenza, Faye e coautori insistono sul fatto che i paesi senza sbocco, sebbene migliorino nell'indice HDI, si trovano quasi uniformemente in fondo alla classifica regionale, suggerendo una relazione di dipendenza tra il loro sviluppo economico e le rispettive regioni.
Infatti, i valori dell'indice HDI diminuiscono man mano che ci si sposta nell'entroterra, lungo la principale rotta di transito che va dalla costa del Kenya, attraverso il paese per poi passare i confini con l'Uganda, il Ruanda e il Burundi.
È stato provato che se lo sviluppo di un paese di transito aumenta solo dell'1%, un successivo aumento di almeno il 2% è sperimentato dal paese senza sbocco sul mare, il che dimostra che c'è speranza per gli LLCD se vengono risolte le condizioni dei loro vicini di transito.
Emblematica, in tal senso, la situazione dell'Asia Centrale, nella quale grandi paesi in via di sviluppo (Cina e India), "affamati" di fonti di energia e di materie prime, sono limitrofi a paesi ricchi di petrolio, gas e giacimenti minerari (Kazakistan e Turkmenistan e, in misura minore, Uzbekistan).
I tre fattori principali per cui gli LLDC dipendono dai loro vicini di transito sono: dipendenza dalle infrastrutture di transito; dipendenza dalle relazioni politiche con i vicini; dipendenza dalla loro stabilità interna e dalla stabilità all'interno dei vicini di transito.

### Burundi
Il Burundi ha reti stradali interne relativamente buone, ma non può esportare le sue merci utilizzando la via più diretta verso il mare poiché le infrastrutture interne della Tanzania sono scarsamente collegate al porto di Dar es Salaam,
conseguentemente il Burundi per le esportazioni si rivolge al porto keniano di Mombasa, ma questa rotta è stata interrotta brevemente negli anni 1990, quando le relazioni con il Kenya si erano deteriorate. Nello stesso periodo, le esportazioni del Burundi non potevano passare per il Mozambico, devastato dalla guerra civile. Pertanto, il Burundi ha dovuto esportare le sue merci utilizzando un percorso di 4 500 km, attraversando diversi confini e cambiando modalità di trasporto, per raggiungere il porto di Durban in Sudafrica.

### Mali
Negli anni 1990 il Mali ha avuto problemi nell'esportare merci poiché quasi tutti i paesi confinanti (Algeria, Togo, Sierra Leone, Liberia, Guinea e Costa d'Avorio) erano coinvolti in guere civili. Unica eccezione il Ghana, controllato da una giunta militare.

### Repubblica Centrafricana
Le rotte di esportazione della Repubblica Centrafricana sono stagionali: nella stagione delle piogge le strade del Camerun sono troppo scadenti per essere utilizzate; durante la stagione secca il livello del fiume Ubangi, nella Repubblica Democratica del Congo, è troppo basso per i trasporti.

### Asia Centrale
I paesi dell'Asia centrale e la Mongolia, privi di sbocco sul mare, sono ricchi di risorse minerarie e caratterizzati dallo sviluppo economico cresciuto in modo eccezionale negli ultimi anni.
In Asia centrale, i giacimenti di petrolio e le miniere di carbone hanno influenzato lo sviluppo economico: il PIL pro capite del Kazakistan, a parità di potere d'acquisto, nel 2009 era cinque volte maggiore di quello del Kirghizistan.
Nonostante la sostanziale crescita economica, questi paesi non sono su un percorso stabile e destinato al buon sviluppo, poiché lo sfruttamento delle loro risorse naturali si traduce in un reddito medio complessivamente basso e a disparità di reddito, le loro riserve consentono la crescita solo nel breve termine e la dipendenza dallo sfruttamento delle loro materie prime aumenta il rischio di instabilità dovuto alle variazioni dei prezzi di mercato.
Sebbene sia ampiamente accettato che il libero mercato possa consentire una crescita economica più rapida, la Mongolia è sottoposta al confronto geopolitico tra Cina e Russia sul traffico delle sue linee ferroviarie. Le ferrovie russe possiedono il 50% della rete ferroviaria della Mongolia, il che potrebbe significare un ammodernamento e la posa di nuove linee, ma in realtà si traduce in un'arma di pressione sul governo della Mongolia affinché accetti condizioni gravose per la concessione di licenze per lo sfruttamento delle miniere di carbone, rame e oro. Si può quindi sostenere che questi paesi con enormi ricchezze minerarie dovrebbero perseguire la diversificazione economica. Tutti questi paesi possiedono buoni livelli professionali in quanto eredi del sistema educativo dell'Unione Sovietica. Ciò implica che a causa delle cattive politiche economiche più del 40% della forza lavoro è impegnata nel settore agricolo invece di essere occupata nelle attività economiche secondarie o terziarie.
Tuttavia non si può ignorare che la Mongolia beneficia della vicinanza di due giganteschi paesi che appartengono al BRIC, determinando un rapido sviluppo di stazioni ferroviarie lungo i suoi confini, specialmente lungo il confine con la Cina poiché i cinesi cercano di importare il carbon coke dalla Mongolia ai distretti industriali della Cina nord-occidentale, così come per il trasporto a sud-est verso il Giappone e la Corea del Sud, con conseguente generazione di ricavi attraverso il porto marittimo di Tientsin.

### Nepal
Il Nepal è un paese senza sbocco sul mare estremamente dipendente dalla confinante India. Ci sono stati due casi di blocco economico da parte del Governo indiano nei confronti del Nepal – il blocco ufficiale del 1989 e il blocco non ufficiale del 2015 – entrambi lasciarono il paese in una profonda crisi economica.
Negli anni 1970 oltre il 98% delle esportazioni del Nepal era verso l'India e il 90% delle importazioni proveniva dall'India; di conseguenza, il Nepal ha avuto una pessima contrattazione commerciale. Negli anni 1950 il Nepal fu costretto a subire le tariffe e i prezzi dell'India; i rapporti tra i due paesi erano sbilanciati a favore dell'India che era molto più grande, più sviluppata e con più risorse.
Si temeva che il Nepal sarebbe divenuto eccessivamente dipendente dato che l'India era industrializzata e dominante, riducendo così il Nepal a fornitore solamente di materie prime.
A causa di questi problemi e dell'incapacità del Nepal di sviluppare un proprio sistema industriale (non potendo competere con i produttori indiani) sono stati sottoscritti i trattati nel 1960 e nel 1971, con modifiche alle condizioni tariffarie, e da allora le condizioni commerciali sono migliorate.

## Conferenza di Alma Ata
Il 28-29 agosto 2003 si è tenuta ad Alma Ata, in Kazakistan, la Conferenza ministeriale internazionale dei paesi in via di sviluppo senza sbocco sul mare e di transito e dei paesi donatori e istituzioni internazionali di finanziamento e sviluppo sulla cooperazione nei trasporti di transito (Conferenza di Alma Ata). con lo scopo di definire le necessità dei paesi LLDC in un documento ufficiale delle Nazioni Unite, mentre in passato non c'erano sforzi coordinati su scala globale per soddisfarne le particolari esigenze.
Con la Conferenza vengono segnalate le principali forme di dipendenza da affrontate, osservando che spesso i paesi di transito confinanti esportano gli stessi prodotti dei loro vicini senza accesso al mare.
Uno dei risultati della Conferenza è stato un appello diretto ai paesi donatori affinché intervengano per indirizzare gli aiuti alla creazione di infrastrutture adeguate dei paesi di transito per alleviare l'onere di sostenere gli LLDC nelle regioni a scarso sviluppo.
I principali obiettivi del Programma d'azione di Alma Ata sono:

a) accesso sicuro da e verso il mare con tutti i mezzi di trasporto secondo le norme del diritto internazionale;
 
b) ridurre i costi e migliorare i servizi in modo da aumentare la competitività delle esportazioni;

c) ridurre i costi di consegna delle importazioni;
 
d) affrontare i problemi di ritardi e incertezze nelle rotte commerciali;
 
e) sviluppare reti nazionali adeguate;
 
f) ridurre perdite, danni e deterioramento lungo il percorso;
 
g) aprire la strada all'espansione delle esportazioni;
 
h) migliorare la sicurezza stradale nel trasporto e sicurezza delle persone lungo i corridoi.

## Conferenza di Vienna
Il 3-5 novembre 2014 si è tenuta a Vienna, in Austria, la Seconda conferenza delle Nazioni Unite per i paesi in via di sviluppo senza sbocco sul mare (Conferenza di Vienna), che si è conclusa con l'adozione di un piano d'azione per il decennio 2014-2024 volto ad accelerare lo sviluppo sostenibile nei 32 paesi in via di sviluppo senza sbocco sul mare (LLDC).
Il Programma d'azione adottato dalla Conferenza di Vienna contiene sei priorità:
1. questioni fondamentali di politica in materia di transito;
2. sviluppo e manutenzione delle infrastrutture;
3. commercio internazionale e agevolazione del commercio;
4. integrazione e cooperazione regionali;
5. trasformazione strutturale dell'economia;
6. mezzi di esecuzione.

## Nuova via della seta
L'UN-OHRLLS sta attuando il progetto "Rafforzare la capacità dei paesi in via di sviluppo senza sbocco sul mare nell'ambito della Nuova via della seta per progettare e attuare politiche che promuovono la connettività dei trasporti per il raggiungimento degli Obiettivi di sviluppo sostenibile", con effetto da novembre 2018 a ottobre 2021. Il progetto – in partenariato con DESA, ESCAP, ECA, ECLAC, ECE, Ministero dei trasporti della Cina, Banca Asiatica d'Investimento per le Infrastrutture (AIIB), Banca africana di sviluppo (AfDB) – nel 2019 ha contribuito ai preparativi della revisione intermedia del Programma d'azione di Vienna.
L'obiettivo generale del programma è progettare e attuare politiche che promuovano la connettività dei trasporti per il raggiungimento degli Obiettivi di sviluppo sostenibile nell'ambito della Nuova via della seta (Belt and Road Initiative), con obiettivi specifici per migliorare il potenziale commerciale e l'integrazione degli LLDC nei mercati globali e per migliorare la capacità produttiva e trasformazione strutturale delle loro economie e lo sviluppo socio-economico generale.

## Elenco dei paesi
I paesi classificati senza sbocco sul mare sono 32: 16 in Africa, 12 in Asia, 2 in Europa, 2 in America Latina.
Si stima che nel 2012 i paesi senza sbocco sul mare fossero abitati da circa 442,8 milioni di persone.
| Africa              | Asia         | Europa             | America Latina |
| Botswana            | Afghanistan  | Macedonia del Nord | Bolivia        |
| Burkina Faso1       | Armenia      | Moldavia           | Paraguay       |
| Burundi1            | Azerbaigian  |                    |                |
| Rep. Centrafricana1 | Bhutan1      |                    |                |
| Ciad1               | Kazakistan   |                    |                |
| eSwatini            | Kirghizistan |                    |                |
| Etiopia1            | Laos1        |                    |                |
| Lesotho1            | Mongolia     |                    |                |
| Malawi1             | Nepal1       |                    |                |
| Mali1               | Tagikistan   |                    |                |
| Niger1              | Turkmenistan |                    |                |
| Ruanda1             | Uzbekistan   |                    |                |
| Sudan del Sud1      |              |                    |                |
| Uganda1             |              |                    |                |
| Zambia1             |              |                    |                |
| Zimbabwe            |              |                    |                |

1. Anche paese meno sviluppato